# Alex Florea
Alex Florea (ur. 15 września 1991 w Konstancy) – rumuński piosenkarz, reprezentant Rumunii w Konkursie Piosenki Eurowizji 2017 w duecie z Ilincą.

## Kariera
W 2015 wystąpił w programie Vocea României, rumuńskiej wersji The Voice, gdzie wszedł w skład drużyny Mariusa Mogi. Odpadł w półfinale, gdzie został wyeliminowany przez Tobiego Ibitoye.
W 2017 roku w duecie z Ilincą wystartował w rumuńskich eliminacjach eurowizyjnych z utworem „Yodel It!”. W finale selekcji duet otrzymał 10 377 głosów telewidzów, dzięki czemu został wybrany na reprezentanta Rumunii w 62. Konkursie Piosenki Eurowizji organizowanym w Kijowie. Po wyborze na reprezentantów kraju, para wystąpiła na przedeurowizyjnych koncertach promocyjnych w Londynie, Tel Awiwie, Amsterdamie i Madrycie. 11 maja duet wystąpił jako piąty w kolejności w drugim półfinale konkursu i z szóstego miejsca awansował do finału, w którym zaprezentował się jako 20. w kolejności i zajął 7. miejsce z 282 punktami w tym 224 punkty od telewidzów (5. miejsce) i 58 pkt od jurorów (15. miejsce). W październiku 2017 eurowizyjny utwór zdobył nagrodę Radar de Media w kategorii piosenka roku.
W 2018 roku ponownie zgłosił się do eliminacji do Konkursu Piosenki Eurowizji z piosenką „Nobody Told Me It Would Hurt”. 22 grudnia 2017 znalazł się wśród 60 wykonawców zakwalifikowanych do półfinału selekcji. 9 stycznia 2018 ogłoszono, że Florea wystąpi w pierwszym spośród pięciu półfinałów, 21 stycznia w Fokszanach. W swoim półfinale zajął 5. miejsce z 28 punktami, w wyniku czego odpadł z rywalizacji.

## Dyskografia

### Single
| Rok  | Tytuł                      | Najwyższe pozycje na listach | Najwyższe pozycje na listach | Najwyższe pozycje na listach | Najwyższe pozycje na listach | Najwyższe pozycje na listach | Najwyższe pozycje na listach | Najwyższe pozycje na listach | Najwyższe pozycje na listach | Najwyższe pozycje na listach |
| Rok  | Tytuł                      | AUT                          | BEL (Flandria Ultratip)      | DEU                          | ESP                          | FRA                          | NED                          | SCO                          | SWE                          | SUI                          |
| ---- | -------------------------- | ---------------------------- | ---------------------------- | ---------------------------- | ---------------------------- | ---------------------------- | ---------------------------- | ---------------------------- | ---------------------------- | ---------------------------- |
| 2017 | „Yodel It!” (feat. Ilinca) | 34                           | 38                           | 93                           | 46                           | 70                           | 90                           | 49                           | 64                           | 50                           |